# Junior Ajayi
Junior Oluwafemi Ajayi (Abuja, 26 gennaio 1996) è un calciatore nigeriano, attaccante dell'Al-Hilal Bengasi.

## Carriera

### Club
Muove i suoi primi passi in Nigeria, nel 36 Lion. Il 16 settembre 2015 si accorda per tre stagioni con lo Sfaxien. Esordisce con la squadra tunisina il 27 settembre contro il Gafsa, segnando una delle tre reti che consentono ai padroni di casa di vincere l'incontro. Termina la stagione segnando 10 reti in 28 presenze.
Il 5 agosto 2016 passa all'Al-Ahly in cambio di 2.5 milioni di dollari, firmando un quadriennale. Esordisce con gli egiziani il 28 settembre contro il Wadi Degla, subentrando al 35' della ripresa al posto di John Antwi. Mette a segno la sua prima rete in campionato il 30 ottobre contro l'Al-Ittihad Alessandria.
Nel 2020 conquista uno storico treble, vincendo campionato, coppa nazionale e la CAF Champions League.

### Nazionale
Nel 2015 ha preso parte alla Coppa d'Africa Under-23 con la selezione di categoria nigeriana. Nel 2016 viene convocato per le Olimpiadi di Rio 2016, dove vince la medaglia di bronzo, disputando 2 partite. Il 5 marzo 2018 viene selezionato dal CT Gernot Rohr in vista degli impegni amichevoli di preparazione in vista dei Mondiali 2018 con Polonia e Serbia. Esordisce quindi in nazionale il 27 marzo contro la Serbia, subentrando all'88' al posto di Alex Iwobi.

## Statistiche

### Presenze e reti nei club
Statistiche aggiornate al 17 agosto 2021.
| Stagione        | Squadra         | Campionato      | Campionato | Campionato | Coppe nazionali | Coppe nazionali | Coppe nazionali | Coppe continentali | Coppe continentali | Coppe continentali | Altre coppe | Altre coppe | Altre coppe | Totale | Totale | Totale |
| Stagione        | Squadra         | Comp            | Pres       | Reti       | Comp            | Pres            | Reti            | Comp               | Pres               | Reti               | Comp        | Pres        | Reti        | Pres   | Reti   |        |
| --------------- | --------------- | --------------- | ---------- | ---------- | --------------- | --------------- | --------------- | ------------------ | ------------------ | ------------------ | ----------- | ----------- | ----------- | ------ | ------ | ------ |
| 2015-2016       | Sfaxien         | L1              | 28         | 10         | CT              | 0               | 0               | -                  | -                  | -                  | -           | -           | -           | 28     | 10     |        |
| 2016-2017       | Al-Ahly         | PL              | 22         | 8          | CE              | 3               | 1               | CCL                | 13                 | 3                  | SE          | 1           | 0           | 39     | 12     |        |
| 2017-2018       | Al-Ahly         | PL              | 27         | 9          | CE              | 3               | 0               | ACC+CCL            | 3+3                | 0                  | SE          | 1           | 0           | 37     | 9      |        |
| 2018-2019       | Al-Ahly         | PL              | 15         | 4          | CE              | 1               | 0               | ACC+CCL            | 0+7                | 1                  | SE          | 1           | 2           | 24     | 7      |        |
| 2019-2020       | Al-Ahly         | PL              | 29         | 7          | CE              | 1               | 2               | CCL                | 14                 | 2                  | SE          | 1           | 0           | 45     | 11     |        |
| 2020-2021       | Al-Ahly         | PL              | 10         | 2          | CE              | 0               | 0               | CCL                | 10                 | 0                  | SE+SA+Cmc   | 0+0+1       | 0           | 21     | 2      |        |
| Totale Al-Ahly  | Totale Al-Ahly  | Totale Al-Ahly  | 103        | 30         |                 | 8               | 3               |                    | 50                 | 6                  |             | 5           | 2           | 166    | 41     |        |
| Totale carriera | Totale carriera | Totale carriera | 131        | 40         |                 | 8               | 3               |                    | 50                 | 6                  |             | 5           | 2           | 194    | 51     |        |

### Cronologia presenze e reti in nazionale
| Cronologia completa delle presenze e delle reti in nazionale ― Nigeria | Cronologia completa delle presenze e delle reti in nazionale ― Nigeria | Cronologia completa delle presenze e delle reti in nazionale ― Nigeria | Cronologia completa delle presenze e delle reti in nazionale ― Nigeria | Cronologia completa delle presenze e delle reti in nazionale ― Nigeria | Cronologia completa delle presenze e delle reti in nazionale ― Nigeria | Cronologia completa delle presenze e delle reti in nazionale ― Nigeria | Cronologia completa delle presenze e delle reti in nazionale ― Nigeria |
| Data                                                                   | Città                                                                  | In casa                                                                | Risultato                                                              | Ospiti                                                                 | Competizione                                                           | Reti                                                                   | Note                                                                   |
| ---------------------------------------------------------------------- | ---------------------------------------------------------------------- | ---------------------------------------------------------------------- | ---------------------------------------------------------------------- | ---------------------------------------------------------------------- | ---------------------------------------------------------------------- | ---------------------------------------------------------------------- | ---------------------------------------------------------------------- |
| 27-3-2018                                                              | Londra                                                                 | Nigeria                                                                | 0 – 2                                                                  | Serbia                                                                 | Amichevole                                                             | -                                                                      | 88’                                                                    |
| Totale                                                                 |                                                                        | Presenze                                                               | 1                                                                      |                                                                        | Reti                                                                   | 0                                                                      |                                                                        |

| Cronologia completa delle presenze e delle reti in nazionale ― Nigeria olimpica | Cronologia completa delle presenze e delle reti in nazionale ― Nigeria olimpica | Cronologia completa delle presenze e delle reti in nazionale ― Nigeria olimpica | Cronologia completa delle presenze e delle reti in nazionale ― Nigeria olimpica | Cronologia completa delle presenze e delle reti in nazionale ― Nigeria olimpica | Cronologia completa delle presenze e delle reti in nazionale ― Nigeria olimpica | Cronologia completa delle presenze e delle reti in nazionale ― Nigeria olimpica | Cronologia completa delle presenze e delle reti in nazionale ― Nigeria olimpica |
| Data                                                                            | Città                                                                           | In casa                                                                         | Risultato                                                                       | Ospiti                                                                          | Competizione                                                                    | Reti                                                                            | Note                                                                            |
| ------------------------------------------------------------------------------- | ------------------------------------------------------------------------------- | ------------------------------------------------------------------------------- | ------------------------------------------------------------------------------- | ------------------------------------------------------------------------------- | ------------------------------------------------------------------------------- | ------------------------------------------------------------------------------- | ------------------------------------------------------------------------------- |
| 13-8-2016                                                                       | Salvador                                                                        | Nigeria olimpica                                                                | 2 – 0                                                                           | Danimarca olimpica                                                              | Olimpiadi 2016 - Quarti di finale                                               | -                                                                               | 85’                                                                             |
| 17-8-2016                                                                       | San Paolo                                                                       | Nigeria olimpica                                                                | 0 – 2                                                                           | Germania olimpica                                                               | Olimpiadi 2016 - Semifinale                                                     | -                                                                               | 64’                                                                             |
| Totale                                                                          |                                                                                 | Presenze                                                                        | 2                                                                               |                                                                                 | Reti                                                                            | 0                                                                               |                                                                                 |

## Palmarès

### Club

#### Competizioni nazionali
- Campionato egiziano: 4

Al-Ahly: 2016-2017, 2017-2018, 2018-2019, 2019-2020
- Coppa d'Egitto: 2

Al-Ahly: 2016-2017, 2019-2020
- Supercoppa d'Egitto: 2

Al-Ahly: 2017, 2018

#### Competizioni internazionali
- CAF Champions League: 2

Al-Ahly: 2019-2020, 2020-2021
- Supercoppa CAF: 1

Al-Ahly: 2021

### Nazionale
- Coppa delle Nazioni Africane Under-23: 1

2015